# Dipentodontaceae
Las dipentodontáceas (Dipentodontaceae) son una familia de plantas dicotiledóneas.

## Descripción
Son nativas de las regiones tropicales y subtropicales del nordeste de India, sur de China y Borneo. Son pequeños árboles o arbustos con hojas caducas, alternas, pecioladas, simples, ovadas y enteras. Las flores son hermafroditas y sus frutos son cápsulas.

## Géneros
- Dipentodon
- Perrottetia